# شارل مانتو
شارل مانتو (فرانسوی: Charles Mantoux‎؛ ‏ فرانسوی: [mɑ̃tu]؛ ‏ ۱۴ مهٔ ۱۸۷۷ – ۱۹۴۷) پزشک اهل فرانسه بود که تست مانتو را برای تشخیص سل ابداع کرد.
وی دانش‌آموختهٔ رشتهٔ پزشکی در دانشگاه پاریس و از شاگردان پل بروکا بود. او در سال ۱۹۰۸ نخستین مطالعه خود دربارهٔ تزریق زیرجلدی خود را به فرهنگستان علوم فرانسه ارائه و در سال ۱۹۱۰ آن را منتشر کرد.